# فرومس‌هوپ
فرومس‌هوپ (به هلندی: Vroomshoop) یک منطقهٔ مسکونی در هلند است که در تونته‌راند واقع شده‌است. فرومس‌هوپ ۸٫۷۳۲ نفر جمعیت دارد.